# Runaways (fumetto)
Runaways è un gruppo di personaggi immaginari a fumetti pubblicati negli Stati Uniti d'America dalla Marvel Comics e creati da Brian K. Vaughan (testi) e Adrian Alphona (disegni); successivamente la serie venne scritta da Kathryn Immonen e disegnata da Sara Pichelli. I protagonisti sono supereroi figli dei componenti dell'organizzazione criminale Orgoglio, che scappano di casa dopo aver scoperto il segreto dei loro genitori. Con il progredire della serie, alcuni personaggi muoiono o lasciano il gruppo, e ne vengono introdotti di nuovi.
La serie venne pubblicata da aprile 2003, come parte della linea Tsunami, a settembre 2004 quando chiuse per le basse vendite, ma le buone recensioni hanno spinto la Marvel a riproporre la serie pochi mesi dopo; da allora la serie è pubblicata senza interruzioni.

## Storia editoriale
La prima serie, pubblicata per la linea editoriale Tsunami (la quale si prefiggeva il compito di attirare lettori di manga), è durata diciotto numeri, dall'aprile 2003 al settembre 2004; ha chiuso in seguito alle basse vendite. Viste però le critiche positive e le buone vendite delle ristampe in volumi, la Marvel ha deciso di rilanciare la serie, azzerando la numerazione della testata e mantenendo il team creativo originale, che ha prodotto ventiquattro nuovi numeri dall'aprile 2005 al dicembre 2007, per essere poi sostituito da Joss Whedon e Michael Ryan, che hanno firmato un solo arco narrativo di sei episodi.
La serie è stata quindi nuovamente rilanciata con un terzo volume firmato da Terry Moore e Humberto Ramos, che hanno prodotto due archi narrativi per essere poi sostituiti da Kathryn Immonen e Sara Pichelli.
Ogni sei episodi viene ristampata nel formato denominato Marvel Digest, un formato tascabile che imita quello dei manga. Inoltre l'intera prima serie è stata stampata in un formato cartonato.
Runaways è stato inizialmente lanciato, nel 2003, sotto la sfortunata linea editoriale Tsunami. La prima ristampa in digest è stata sotto l'etichetta Marvel Age, e in seguito i primi episodi della prima serie sono andati sotto Marvel Next. I successivi albi sono usciti per la divisione editoriale Marvel Heroes, una delle principali dell'editore newyorchese.
In Italia la serie viene proposta nella collana 100% Marvel, in volumi da sei o più storie, dalla Panini Comics. Attualmente sono stati pubblicati nove volumi, che coprono i tre volumi americani.

## Storia del gruppo
Sei ragazzini (Alex Wilder, Chase Stein, Gertrude Yorkes, Karolina Dean, Molly Hayes e Nico Minoru) scoprono che i loro genitori sono i membri di un’organizzazione criminale nota come The Pride ("Orgoglio"), spiandoli mentre sacrificano una ragazza durante una cerimonia occulta. Inorridito, il gruppo decide di scappare di casa e di contrastare i piani dell’organizzazione; alcuni dei ragazzi scoprono infatti di avere poteri mistici ereditati dai genitori, mentre altri rubano ai loro parenti delle armi altamente tecnologiche con cui combattere, più un velociraptor chiamato Vecchi Merletti con cui Gertrude ha un collegamento mentale. Alex però tradisce gli amici per schierarsi con i genitori e viene incenerito durante lo scontro finale.
Dopo la sconfitta del Pride, Nico diventa la nuova leader del gruppo e insieme giurano di impedire ad altri criminali di assumere il vuoto di potere lasciato dai loro genitori. I ragazzi vengono contattati da una versione futuristica di Gert, la quale li avverte che un ragazzo di nome Victor Mancha crescerà diventando un criminale in grado di uccidere ogni eroe del pianeta. I Runaways lo rintracciano e scoprono che Victor è “figlio” di Ultron, il quale lo ha creato come agente dormiente da usare contro gli Avengers; riescono a farlo passare dalla loro parte e lo accolgono nel gruppo, sebbene Victor continui a temere che il suo destino infausto possa avverarsi. Successivamente si scopre che i genitori di Karolina hanno combinato un matrimonio tra lei e uno Skrull per porre fine a una lunga guerra tra le due razze; tuttavia, durante la cerimonia si scatena uno scontro che porta alla distruzione di Majesdane. Riunitosi sulla Terra, il gruppo salva Molly dal New Pride. Successivamente, i Runaways combattono una nuova formazione del Pride e il padre risorto di Alex ma Gertrude viene ferita a morte e trasferisce il suo controllo psichico con Vecchi Merletti a Chase.
Nell’evento crossover della Guerra Civile, i Giovani Vendicatori si recano a Los Angeles per aiutare i Runaways a combattere gli agenti del governo e gli Spezzabandiera. Le due squadre incontrano Noh-Varr, il quale lavora per lo S.H.I.E.L.D. e tenta di catturare i ragazzi. Chase cerca di sacrificarsi a Gibborim, ma i compagni lo salvano. Successivamente i Runaways finiscono nel 1907 e incontrano i genitori della defunta Gertrude; il gruppo torna nel presente con una nuova aggiunta, la manipolatrice di piante Klara Prast, e va a New York per aiutare i Giovani Vendicatori durante gli eventi della Secret Wars, a contrastare l’armata Skrull in cerca di Hulkling. Xavin si finge leale agli Skrull per proteggere i suoi amici durante un attacco, aiutandoli a ritirarsi dalla battaglia.
I Runaways vengono braccati da diversi soldati provenienti da Majesdane che intendono catturare Karolina per i problemi che ha causato sul loro pianeta; tuttavia, Xavin si trasforma in Karolina e se ne va con i majesdanesi. La squadra previene un’epidemia zombie a Los Angeles, mentre Molly visita gli X-Men a San Francisco e si riconcilia con Wolverine. Successivamente il gruppo viene attaccato mentre si trova in vacanza e nella fuga Chase viene gravemente ferito restando indietro.
I Runaways riuniti formano in seguito una difficile alleanza con Daken per sconfiggere Marcus Roston, un supercriminale con legami con il Pride; poi appaiono nella Vendicatori Accademia in cerca di aiuto per Vecchi Merletti, bandito in una dimensione segreta.
La squadra successivamente si scioglie parzialmente; Victor si unisce agli Avengers A.I. di Hank Pym, mentre Nico e Chase vengono catturati da Arcade e costretti a combattere per sopravvivere in Avengers Arena, per poi unirsi ad altri giovani supereroi in Avengers Undercover, riunendosi. Dopo la brutale morte e resurrezione di Nico in Avengers Arena, lui rimane traumatizzato e ha difficoltà a riconnettersi con i compagni, salvo poi riprendersi. Qualche tempo dopo gli eventi di Avengers Undercover, Nico si unisce alla A-Force prima di tornare a Los Angeles.
In seguito Chase usa la macchina del tempo di Yorkes per tornare indietro nel tempo e salvare Gert, nonostante la ragazza venga comunque ferita gravemente. Nico la cura e insieme vanno a cercare gli altri membri passati della squadra: Karolina e Molly, che si sono ricostruite una vita intraprendendo degli studi, rifiutano la proposta di tornare in gruppo, ma Gert accetta e diventa la sorella adottiva di Molly. Chase riesce a ricostruire parzialmente Victor Mancha dai pezzi a lui inviati dagli Avengers e, dopo aver salvato Molly e Gert dalla nonna folle di Molly, la squadra torna insieme andando a vivere in un ostello abbandonato del Pride, con Nico e Chase che diventano magicamente i tutori legali di Molly. Nello stesso periodo si sviluppa un interesse romantico tra Nico e Karolina e tra Gert e Victor.
Alex Wilder riappare per avvertire i Runaways del pericolo imminente dei Semi del Gibborim, un trio di dei e discendenti del Gibborim che i loro genitori cercarono di evocare con un rituale. Cercano di convincere la squadra a terminare il rituale iniziato dalle loro famiglie e uno dei tre, Gib, rimane a vegliare sui ragazzi. Il giorno in cui il rituale dovrebbe avere luogo, Gib tradisce i compagni e i due rimanenti vengono inviati nel futuro per fermare la loro minaccia; Gib si unisce alla squadra, mentre Alex viene espulso perché i suoi ex compagni non si fidano di lui.
Il gruppo viene reclutato per unirsi al risorto J-Team, ricevendo costumi e supporto per diventare eroi ufficiali, ma Gert scopre che Doc Justice, l’uomo che li sta aiutando, in realtà programma di sacrificare Karolina per aumentare la sua popolarità come aveva già fatto in passato; la squadra lo sconfigge, ma all’improvviso Vecchi Merletti uccide Doc offrendo la sua anima a Gib.

## Caratteristiche
I Runaways non hanno le caratteristiche "tipiche" dei supereroi come pseudonimi, uniformi o nomi della squadra; i personaggi della prima formazione, a eccezione di Alex, adottano nomi in codice, ma smettono quasi subito di usarli. All'inizio della serie, Molly è l'unica a realizzarsi un costume (utilizzando vecchie lenzuola e vestiti), che però poi non indossa più. Durante gli scontri i Runaways combattono generalmente con i loro abiti civili e si chiamano a vicenda per nome. L'epiteto della squadra non è quello ufficiale: Runaways in inglese vuol dire "fuggitivi" e si riferisce al fatto che i suoi membri sono giovani ragazzi scappati di casa, ma nella storia il gruppo è senza nome e solitamente gli altri personaggi si riferiscono alla squadra come "i ragazzi del Pride". Inoltre, a differenza della maggior parte di squadre supereroistiche, i Runaways sono composti da più femmine che maschi

## Membri

### Membri fondatori
- Alex Wilder: Figlio di due boss del crimine, un bambino prodigio nella strategia e pianificazione con una passione per i giochi di ruolo online[6]; diventa il leader dei Runaways e sviluppa un interesse romantico per Nico. Successivamente tradisce i suoi compagni per schierarsi dalla parte dei genitori e per questo viene ucciso. Riappare come un cadavere vivente cercando di avvertire gli ex amici di un grave pericolo, ma viene rifiutato da loro in quanto non si fidano di lui. È l'unico membro del gruppo a non adottare nemmeno un nome in codice.
- Nico Minoru (Sister Grimm): Figlia di due maghi oscuri, dotata del potere di manipolare la magia. Dopo il tradimento di Alex, diventa la nuova leader dei Runaways.
- Karolina Dean (Principessa Giustizia, in precedenza Lucy in the Sky): Figlia di alieni invasori che sulla Terra sono diventati star del cinema. Può volare e manipolare l'energia a suo piacimento e la sua vera forma è luminosa e cangiante, riuscendo a mantenere un aspetto umano grazie a un braccialetto. Ha un interesse romantico per Nico.
- Molly Hayes (Blue-J, in precedenza Bruiser, Principessa Potente): Figlia di due mutanti con poteri telepatici, dotata di super forza e invulnerabilità. È la più giovane del gruppo, con un carattere entusiasta e infantile e fan dei supereroi.

- Chase Stein (Talkback, in precedenza Neo): Figlio di scienziati malvagi e il più grande del gruppo; non ha poteri e per combattere utilizza dei guanti lanciafiamme che ha rubato ai suoi genitori; successivamente diventa il pilota ufficiale di Leapfrog, il mezzo di trasporto del gruppo. Ha una relazione con Gertrude, che gli passa il potere di comunicare con Vecchi Merletti.
- Gertrude Yorkes (In precedenza Arsenico): Figlia di criminali viaggiatori del tempo, ha un collegamento empatico e telepatico con un velociraptor chiamato Vecchi Merletti; è una ragazza logorroica e colta.
- Vecchi Merletti: è un Deinonychus modificato geneticamente proveniente dall'ottantasettesimo secolo. Ha un legame telepatico ed empatico con Gertrude e successivamente con Chase.

### Altri membri
- Topher: Un vampiro centenario che si unisce alla squadra con la scusa di essere stato costretto dai suoi genitori a commettere crimini. Pianifica di trasformare i Runaways in vampiri non morti per avere un'eterna famiglia, ma fallisce e viene ucciso.
- Leapfrog: Un veicolo senziente dalle fattezze di una rana dotato di un'Intelligenza Artificiale, costruito dai genitori di Chase; diventa il mezzo di trasporto ufficiale della squadra.
- Zeke Zheng: Un adolescente con l'abilità di scambiare il corpo con uno dei Kurdogrim (una razza di antichi dei simili al Gibborim). Si infiltra tra i Runaways per manipolarli, ma viene sconfitto e catturato da Nightwatch.
- Allis Abernathy: Una ragazza capace di influenzare i pensieri e le azioni degli altri. Dopo essere entrata nei Runaways ha una relazione con Karolina. In realtà è in combutta con Zeke e, dopo essere stata sconfitta dalla squadra, viene catturata da Nightwatch.
- Victor Mancha: Creazione di Ultron e Marianella Mancha, è un cyborg capace di manipolare l'elettricità e il metallo. Lascia la squadra per unirsi agli Avengers A.I. e successivamente muore, ma Chase riesce a riattivargli la testa.
- Xavin: Figlio di due Skrull signori della guerra, è un mutaforma con i poteri dei Fantastici Quattro. Promesso sposo di Karolina, per un breve periodo ha una relazione con lei. In un secondo momento si separa dalla squadra.
- Klara Prast: Un'immigrata svedese giunta in America nel 1907, sposa bambina di un uomo più anziano dai comportamenti abusivi in grado di controllare la crescita delle piante. Dopo essersi separata dal gruppo, viene adottata da una coppia omosessuale.
- Gib: Ex membro dei Semi di Gibborim, è un gigante a sei dita con una forza immensa.

### Orgoglio
Sei coppie di criminali che vengono convocate nel 1984 dall'antica razza dei Gibborim, che gli offre la possibilità di aiutarli a creare il loro paradiso sulla terra provvedendoli di anime che aumentino la loro forza. In cambio, oltre a garantirgli potere e sicurezza per tutto il periodo in cui li serviranno, quando arriverà sulla terra il paradiso dei Gibborim, a sei di loro sarà garantito l'accesso, mentre gli altri sei moriranno con il resto della razza umana. Per questo decidono di comune accordo di garantire l'accesso al paradiso ai loro figli.
Nel gruppo evocato dai Gibborim sono presenti gli archetipi di cui hanno bisogno per completare la loro missione:
- Geoffrey e Catherine Wilder (I Ladri)
- Dale e Stacey Yorkes (I Viaggiatori)
- Frank e Leslie Dean (I Coloni)
- Victor e Janet Stein (I Saggi)
- Gene e Alice Hayes (I Reietti)
- Robert e Tina Minoru (I Maghi)

Orgoglio ha in mano tutta Los Angeles, ma ha sempre mantenuto un profilo basso per non attirare le attenzioni dei supereroi. Viene sciolto alla fine della prima serie a causa della morte dei suoi membri.

### Excelsior
Gruppo composto da Darkhawk, Philip Urich (l'ex-Goblin e nipote di Ben Urich), Chamber (mutante ed ex membro di Generation X), Julie Power (del Power Pack), Ricochet (degli Slingers) e Turbo (dei New Warriors).

### Nuovo Orgoglio
Nella seconda serie, le azioni dei ragazzi vengono seguite nell'ombra da un nuovo Orgoglio. Si scopre che è composto da una versione giovanile di Geoffrey Wilder e da quattro amici di Alex, convinti che i Runaways siano dei criminali.

## Archi narrativi
Gli archi narrativi si articolano in quattro serie ("volumi"):
- Runaways Volume 1 (18 numeri)
  - Orgoglio e gioia (Pride and joy) n. 1-6
  - Inferno adolescente (Teenage wasteland) n. 7-10
  - Perso e ritrovato (Lost and found) n. 11-12
  - Chi è buono muore presto (The good die young) n. 13-17
  - Diciott'anni (Eighteen) n. 18
- Runaways Volume 2 (30 numeri)
  - Fedelissimi (True Believers) n. 1-6
  - Crocevia per le stelle (Star-Crossed) n. 7-8
  - Costa Est/Costa Ovest (East Coast/West Coast) n. 9-12
  - Uguali identici (Dead Ringers) n. 13
  - L'attenzione dei genitori (Parental Guidance) n. 14-18
  - Morto vuol dire morto (Dead Means Dead) n. 19-21
  - Vivi in fretta (Live Fast) n. 22-24[7]
  - Vicolo cieco (Dead-end Kids) n. 25-30
- Runaways Volume 3 (14 numeri)
  - Dead wrong n. 1-6
  - Rock zombies n. 7-10
  - Homeschooling n. 11-14
- Runaways Volume 4 (12 numeri)
  - Find Your Way Home n. 1-6
  - Best Friends Forever n. 7-12

## Altri media

### Film
Nel maggio 2008 Brian K. Vaughan venne assunto per scrivere l'adattamento cinematografico del fumetto, prodotto da Kevin Feige, presidente dei Marvel Studios . Nell'aprile 2010 i Marvel Studios assunsero Peter Sollett per dirigere il film, e a maggio venne assunto Drew Pearce per scrivere la sceneggiatura. Nell'ottobre seguente venne tuttavia riportato che il film era stato messo da parte a favore di The Avengers.

### Televisione
Nell'ottobre 2014 Feige affermò che la Marvel aveva spesso pensato, in alternativa al film, di realizzare una serie televisiva sul gruppo. Nell'agosto 2016 è stata annunciata la serie televisiva Marvel's Runaways per il servizio di streaming on demand Hulu, che ha ordinato l'episodio pilota, scritto da Josh Schwartz e Stephanie Savage, e ulteriori sceneggiature per un eventuale ordine a serie.